# إنطيموساوات
الإنطيموساوات (الاسم العلمي: Entiminae) هي أسرة من الحشرات تتبع فصيلة السوسية الحقيقية من رتبة غمديات الأجنحة.

## الأنواع
أنواع هذا الكائن:
- كود سباركل
- تحديث القائمة

قبيلة:إنتيمساوات 
اسم علمي: Entimini

قبيلة:فلبوساوية 
اسم علمي: Phyllobiini

قبيلة:Agraphini 
اسم علمي: Agraphini

قبيلة:Alophini 
اسم علمي: Alophini

قبيلة:Anomophthalmini 
اسم علمي: Anomophthalmini

قبيلة:Anypotactini 
اسم علمي: Anypotactini

قبيلة:Blosyrini 
اسم علمي: Blosyrini

قبيلة:Brachyderini 
اسم علمي: Brachyderini

فصيلة:Brachyrrhinidae 
اسم علمي: Brachyrrhinidae

قبيلة:Celeuthetini 
اسم علمي: Celeuthetini

قبيلة:Cneorhinini 
اسم علمي: Cneorhinini

قبيلة:Cratopini 
اسم علمي: Cratopini

قبيلة:Cratopodini 
اسم علمي: Cratopodini

قبيلة:Cylydrorhinini 
اسم علمي: Cylydrorhinini

قبيلة:Cyphicerini 
اسم علمي: Cyphicerini

قبيلة:Dermatodini 
اسم علمي: Dermatodini

قبيلة:Ectemnorhinini 
اسم علمي: Ectemnorhinini

قبيلة:Elytrurini 
اسم علمي: Elytrurini

قبيلة:Embrithini 
اسم علمي: Embrithini

قبيلة:Episomini 
اسم علمي: Episomini

قبيلة:Eudiagogini 
اسم علمي: Eudiagogini

قبيلة:Eupholini 
اسم علمي: Eupholini

قبيلة:Eustylini 
اسم علمي: Eustylini

قبيلة:Evotini 
اسم علمي: Evotini

قبيلة:Geonemini 
اسم علمي: Geonemini

قبيلة:Holcorhinini 
اسم علمي: Holcorhinini

قبيلة:Hormorini 
اسم علمي: Hormorini

قبيلة:Laparocerini 
اسم علمي: Laparocerini

قبيلة:Leptopiini 
اسم علمي: Leptopiini

قبيلة:Leptostethini 
اسم علمي: Leptostethini

قبيلة:Lordopini 
اسم علمي: Lordopini

جنس:Malvinius 
اسم علمي: Malvinius

قبيلة:Mesostylini 
اسم علمي: Mesostylini

جنس:Morronia 
اسم علمي: Morronia

قبيلة:Myorhinini 
اسم علمي: Myorhinini

قبيلة:Nastini 
اسم علمي: Nastini

قبيلة:Naupactini 
اسم علمي: Naupactini

قبيلة:Nothognathini 
اسم علمي: Nothognathini

قبيلة:Omiini 
اسم علمي: Omiini

قبيلة:Oosomini 
اسم علمي: Oosomini

قبيلة:Ophryastini 
اسم علمي: Ophryastini

قبيلة:Ophtalmorrhynchini 
اسم علمي: Ophtalmorrhynchini

قبيلة:Otiorhynchini 
اسم علمي: Otiorhynchini

قبيلة:Ottistirini 
اسم علمي: Ottistirini

قبيلة:Pachyrhynchini 
اسم علمي: Pachyrhynchini

جنس:Paonaupactus 
اسم علمي: Paonaupactus

قبيلة:Peritelini 
اسم علمي: Peritelini

قبيلة:Phytonomini 
اسم علمي: Phytonomini

قبيلة:Polycatini 
اسم علمي: Polycatini

قبيلة:Polydrosini 
اسم علمي: Polydrosini

قبيلة:Polydrusini 
اسم علمي: Polydrusini

قبيلة:Premnotrypini 
اسم علمي: Premnotrypini

قبيلة:Pristorhynchini 
اسم علمي: Pristorhynchini

قبيلة:Promecopini 
اسم علمي: Promecopini

قبيلة:Prypnini 
اسم علمي: Prypnini

قبيلة:Psallidiini 
اسم علمي: Psallidiini

قبيلة:Rhyncogonini 
اسم علمي: Rhyncogonini

جنس:Satozo 
اسم علمي: Satozo Morimoto & Kojima, 2003

قبيلة:Sciaphilini 
اسم علمي: Sciaphilini

قبيلة:Sitonini 
اسم علمي: Sitonini

قبيلة:Tanymecini 
اسم علمي: Tanymecini

قبيلة:Tanyrhynchini 
اسم علمي: Tanyrhynchini

قبيلة:Thecesternini 
اسم علمي: Thecesternini

قبيلة:Trachyphloeini 
اسم علمي: Trachyphloeini

قبيلة:Tropiphorini 
اسم علمي: Tropiphorini

قبيلة:Typhlorhinini 
اسم علمي: Typhlorhinini